# Липин, Александр Геннадьевич
Александр Геннадьевич Липин (19 декабря 1985 года, Усть-Каменогорск) — казахстанский хоккеист, защитник астанинского «Барыса», выступающего в КХЛ. Мастер спорта Республики Казахстан.

## Биография
Воспитанник усть-каменогорского хоккея. В составе «Казцинк-Торпедо» провел 48 игр в чемпионате Казахстана и 188 игр в чемпионате России (высшая лига). В 2007 году был чемпионом Казахстана.
С 2010 года выступает за павлодарский «Иртыш», выступающий в чемпионате Казахстана. Сыграл более 100 игр.
В 2003 году выступал в сборной (U18), а в 2005 году — за сборную (U20).
В 2012 году выступал за сборную на Кубке Евровызова.
Серебряный призёр Универсиады-2013